# Otto-Hahn-Gymnasium Ostfildern
Das Otto-Hahn-Gymnasium Ostfildern (abgekürzt mit OHG) ist ein Gymnasium in Nellingen, einem Stadtteil von Ostfildern im Landkreis Esslingen, mit den Schwerpunkten Naturwissenschaften, Sport, Sprachen und Musik. Das Gymnasium wurde nach dem deutschen Chemiker und Nobelpreisträger Otto Hahn benannt.

## Sprachen, Profile und Fächer

### Sprachen
Am Otto-Hahn-Gymnasium Ostfildern hat man ab der 6. Klasse die Wahl der zweiten Fremdsprache zwischen Französisch und Latein. Diese begleiten die Schüler bis hin zur Kursstufe, wo sie die Möglichkeit haben, diese auch im Abitur zu belegen.
Zusätzlich kann man für Französisch in der 8. und 9. Klasse am Französischaustauschprogramm zu den Partnerschulen Villars-les-Dombes und Arcachon vom OHG teilnehmen, welche die Schule anbietet.
Seit dem Schuljahr 2021/21 bietet die Schule auch einen Bilingualen Zug in Englisch ab der 5. Klasse an. Hierbei werden ab der 7. Klasse Fächer wie Geografie, Geschichte, Gemeinschaftskunde und Biologie auf Englisch unterrichtet.

### Schulprofile
Ab der 8. Klasse ist eine Wahl zwischen den Schulprofilen NwT, Sport, Italienisch und IMP möglich.

### Weitere Fächer

#### Musik
In der 5. Klasse hat man zusätzlich zum Fach Musik die Praktische Musikstunde oder das Unterstufen-Orchester, der Bläserklasse oder den Unterstufen-Chor des OHGs. Später, ab der 8. Klasse hat man die Möglichkeit in die Band zu wechseln oder zum SSO, dem Schülersinfonieorchester, welches aus einem Verband der städtischen Musikschule Ostfildern, dem Heinrich-Heine Gymnasium und dem Otto-Hahn-Gymnasium entstanden ist.

#### Sport
Das OHG setzt in der 5., sowie in der 6. Klasse das Hochburgenmodell durch, bei dem eine Klasse gebildet wird, die einen Schwerpunkt auf Sport hat. Hierbei möchte man junge Sportler fördern. Auch in der 7. Klasse setzt das Gymnasium ein besonderes Programm um, des sich Modulsport nennt. Hierbei wird eine Sportstunde zur Modulstunde, bei denen Schüler die Möglichkeit haben, Sportarten auszuprobieren, die normalerweise nicht im Sportunterricht angeführt werden.
Das OHG ist insbesondere mit seiner Handballmannschaft erfolgreich.

## Schulleben
Das OHG bietet zahlreiche Betreuungsangebote an, wie zum Beispiel der Campusnachmittag, einem Zusammenschluss aus dem Campus, bei dem Schüler verschiedene AGs nachmittags ausprobieren können. Auch eine Lernzeit gibt es, wo Schüler Zeit zum Lernen und Hausaufgaben machen haben. Hierbei werden sie von speziell ausgebildeten Lernzeitmentoren (Schüler der 9. Klasse) betreut. Auch Unterstützung bietet das OHG an. Neben den Schulsozialarbeitern, der Beratungslehrerin, dem Schulseelsorger und der Oberstufenberatung haben Schüler die Möglichkeit Nachhilfe zu beantragen, welcher von Schülern der höheren Klassen ausgeführt wird.
Auch eine Mensa ist auf dem Schulcampus vorhanden, welche jeden Tag Essen bereitstellt, sowie Snacks und Getränke. Getränke sind auch beim Getränkeautomaten im Schulgebäude vorhanden. Auch eine Schulbibliothek ist auf dem Schulcampus im KUBINO vorhanden, wo Schüler lernen und lesen können.

## Gebäude und Gelände

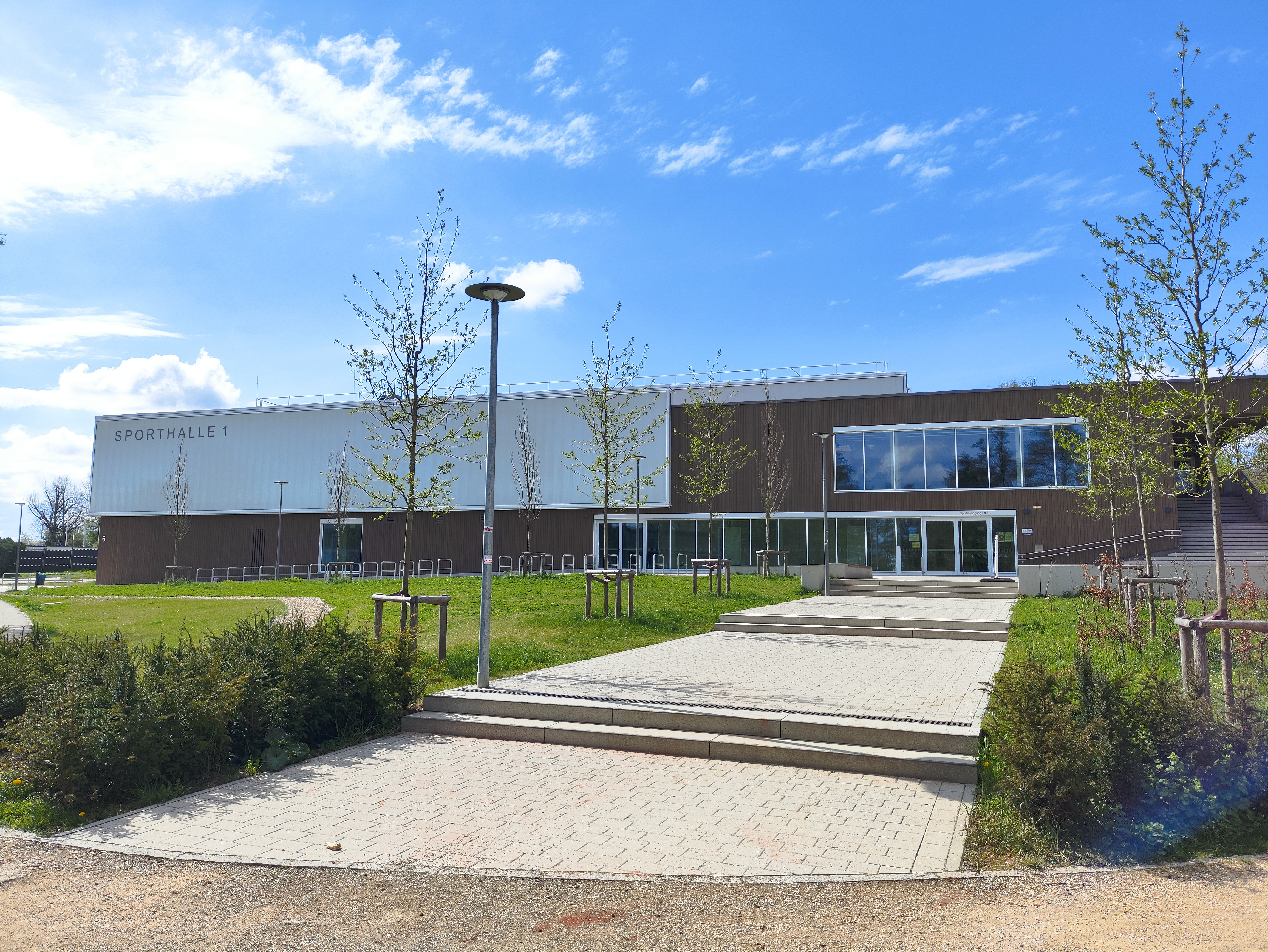
Die neu erbaute Sporthalle

Das Otto-Hahn Gymnasium fügt sich aus mehreren verschiedenen Gebäuden zusammen:
- Dem Hauptgebäude mit zahlreichen Klassenräumen und Fachräumen (Naturwissenschaften, Computerräumen usw.), Lehrerzimmer, Foyer, Aufenthaltsräumen, Toiletten, Fahrradkellern, Innenhöfen mit Schachboden usw.
- Dem Anbau, wo der Musikschwerpunkt liegt, einem kleineren Gebäude hinter dem Hauptgebäude mit Klassenzimmern, einer davon ist ein Computerraum, drei davon Musikräume, der Rest sind Klassenzimmer. Auch Toiletten und ein Fahrradkeller sind hier vorhanden.
- Einer großen Sporthalle mit drei Hallen, Umkleiden sowie Toiletten und mehreren Sprecherräumen.
- Dem Pausenhof mit Spielgeräten und Außenareal.
- Einer Schwimmhalle, die sich auf dem Campus befindet und von Schulen sowie Vereinen und auch öffentlich genutzt wird.

## Anfahrt
Das Otto-Hahn-Gymnasium Ostfildern ist über mehrere Linien der Stadtbahn Stuttgart erreichbar. Zudem gibt es auch einen Schulbus, der vom Unternehmen Schlienz betrieben wird. Auch reguläre öffentliche Busse fahren in Schulnähe.

## Auszeichnungen und Besonderheiten
In folgenden Bereichen erhielt das Otto-Hahn-Gymnasium eine Auszeichnung:
- Kulturschule Baden-Württemberg
- Projektschule Erasmus+
- Partnerschule im Bildungsprogramm „Sokrates“
- Partnerschule im Olympiastützpunkt Stuttgart
- Projektschule Aktion „Klimaschutz und Energiesparen“
- MINT-freundliche Schule
- Schule ohne Rassismus – Schule mit Courage[17]
- Digitale Schule Auszeichnung 2021
- Vocatium Partnerschule
- BoriS-Berufswahl-SIEGEL
- Europaschule Badenwürttemberg

## Digitalisierung
Etwa in den 2020er Jahren wurden in den 8. Klassen Tablets eingeführt, die die Medienkompetenz, das Selbständige Lernen und den Umgang mit Digitalen Medien schulen sollen.
Alle Klassenzimmer sind mit vollmodernisierten Beamern, Whiteboards und Dokumentenkameras ausgestattet, die den Unterricht unterstützen sollen.

## Geschichte
Das Otto-Hahn-Gymnasium (OHG) in Ostfildern-Nellingen wurde im September 1968 als Progymnasium mit zunächst 139 Schülern in drei Klassen gegründet. Unter der Leitung des Gründungsrektors Ottmar John wuchs die Schule rasch und bezog 1974 ihr heutiges Gebäude. Zu diesem Zeitpunkt zählte sie bereits 1000 Schüler und 50 Lehrkräfte. Die steigenden Anmeldezahlen führten 1976 zur Gründung eines zweiten Gymnasiums, des Heinrich-Heine-Gymnasiums, wodurch ein vielfältiges Oberstufenangebot durch schulübergreifende Kooperationen entstand.
Die Entwicklung des OHG ist eng mit den bildungspolitischen und gesellschaftlichen Umbrüchen seit Ende der 1960er Jahre verknüpft – von der Bildungsreform über die Einführung des Kurssystems 1978 bis hin zur zunehmenden Differenzierung und Digitalisierung des Unterrichts. Auch die Einführung des achtjährigen Gymnasiums (G8) ab 2004 stellte eine tiefgreifende Veränderung dar, auf die mit dem Ausbau von Ganztagesangeboten und individueller Förderung reagiert wurde.
Im Laufe der Jahrzehnte etablierte sich das OHG als Schule mit vielfältigem Profil. Es ist Partnerschule des Olympiastützpunkts und fördert Leistungssportler mit speziell abgestimmten Programmen. Im Bereich der Unterrichtsentwicklung setzt die Schule auf kooperatives Lernen und individuelle Förderung, u. a. durch flexible Intensivierungsstunden (FIS). Im Rahmen eines wissenschaftlich begleiteten Schulversuchs wurden außerdem ganze Klassenstufen mit Tablets ausgestattet. Diese digitale Vorreiterrolle erwies sich besonders während der Corona-Pandemie ab 2020 als hilfreich.
Besondere Schwerpunkte liegen heute auf den Profilfächern Naturwissenschaft und Technik, Italienisch sowie Sport. Zudem engagiert sich das OHG stark im internationalen Austausch, etwa über Erasmus+, und bietet seit dem Schuljahr 2021/22 einen bilingualen Zug Englisch an.

## Persönlichkeiten

### Lehrer
- Steffen Seischab (* 1969), Historiker und Autor

### Schüler
- Danny Fresh (* 1978), Rapper

## Sonstiges
- Im Schuljahr 19/20 beendete das OHG die Renovierung und Sanierung des Hauptgebäudes.[20]
- Im Schuljahr 2024/25 wurde der Anbau, der davor vom HHG und OHG geteilt wurde, vollständig dem OHG überlassen und das OHG richte einen zusätzlichen Musikraum ein.
- Im Schuljahr 2024/25 wurde die alte Sporthalle des OHGs auf dem Campus eingestellt und wenige Monate danach abgerissen. Dafür wurde eine größere Sporthalle auf dem Campus neben einem Baggersee errichtet und modernisiert.[21]
- Die Schule wird wie fast alle anderen Schulen in Baden-Württemberg ab Schuljahr 25/26 G9 für alle Klassen unter der aktuellen 8. Klasse anbieten.[22]